# Noctua janthina

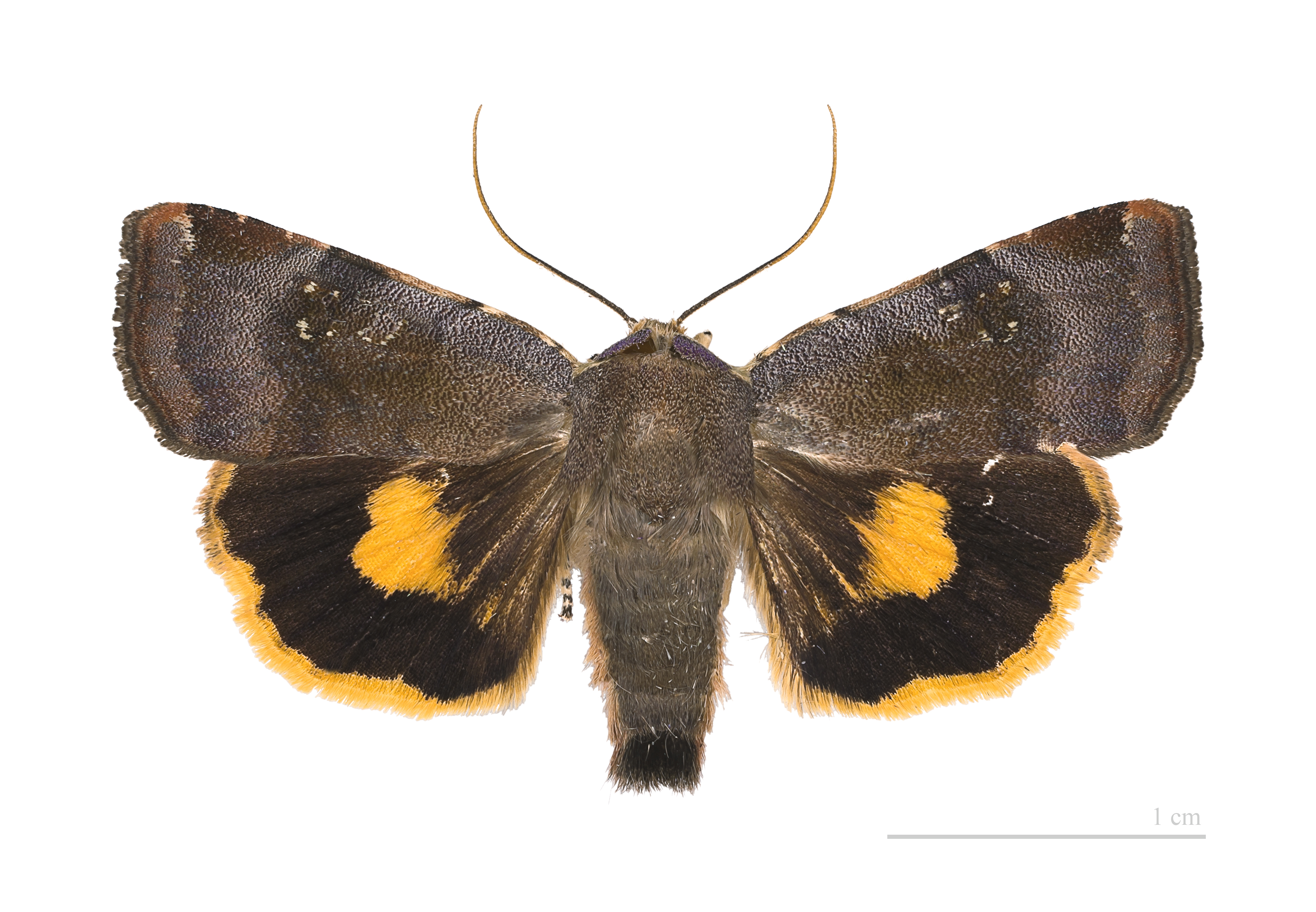
Noctua janthina

Noctua janthina là một loài bướm đêm thuộc họ Noctuidae. Nó phân bố khắp phía nam và trung châu Âu, và miền nam Thuỵ Điển.
Sải cánh dài 34–44 mm. Con trưởng thành bay vào ban đêm from nửa sau tháng 7 đến tháng 8 và bị thu hút bởi ánh sáng và đường ăn.
Ấu trùng màu nâu với các dấu chữ V dọc theo lưng. Nó ăn nhiều loài thực vật khác nhau. Loài này qua mùa đông dưới dạng ấu trùng.

## Hình ảnh

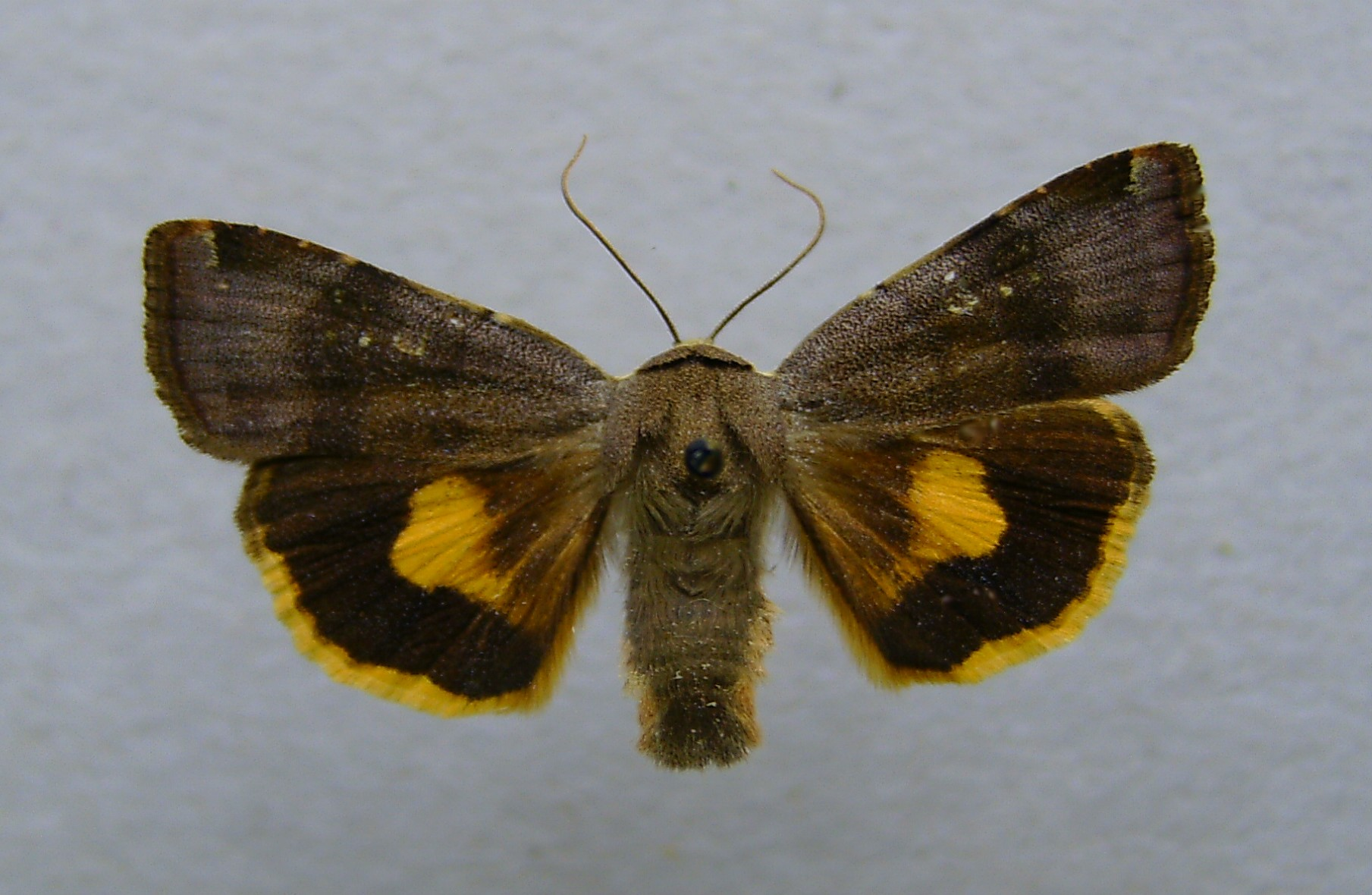
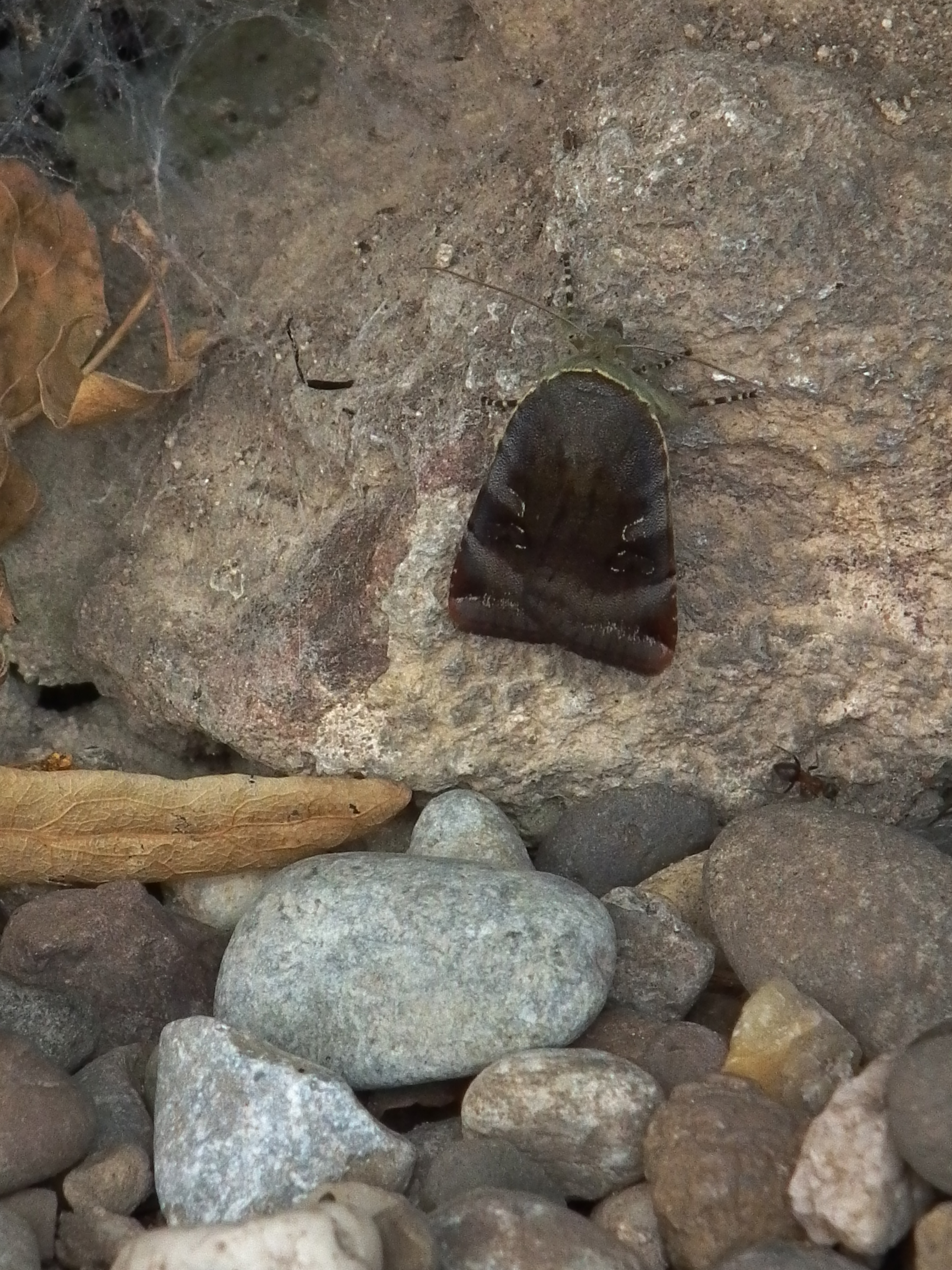

## Cây thực phẩm được ghi nhận
- Arum - Arum maculatum
- Crataegus - Crataegus
- Hedera
- Primula
- Prunus
- Rubus
- Rumex
- Salix
- Ulmus
- Urtica
- Viola

## Reading
- Chinery, Michael Collins Guide to the Insects of Britain và Western Europe 1986 (Reprinted 1991)
- Skinner, Bernard Colour Identification Guide to Moths of the British Isles 1984